# Степанів Тихон Федорович
Тихон Федорович Степанів  (1795–1847), економіст і правник родом з Воронежу, з 1832 проф. Харківського університету. С. автор першого в Рос. Імперії підручника політ. економії «Записки о политической экономии» (т. І — II, 1837 — 48), побудованого винятково на ідеях англ. екон. школи А. Сміта й Д. Рікардо; розпочав специфічний політ. екон. напрям, що відрізняв екон. думку в Україні від екон. думки в решті Рос. Імперії.

## З біографії
Тихін Степанов народився 1795 року у сім´ї дрібного чиновника. Навчався у Воронезькій гімназії, після закінчення якої в 1814 р. вступив до Харківського університету. Ще в гімназії Тихін Степанов розмірковував над проблемами життя. В університеті схильність до філософських роздумів значно зросла, що виявилося у наукових трактатах. У 1819 р. Т. Степанов отримав ступінь «кандидата за відмінність», а в 1821 р. повторно склав іспити і був удостоєний звання кандидата юридичних наук. У 1824 р. при Харківському університеті він захистив дисертацію на звання магістра політичної історії та статистики на тему «Про політичну рівновагу».
Упродовж 1830—1832 pp. Т. Степанов опублікував багато статей, присвячених головно економіці. Він став екстраординарним професором Харківського університету, зайнявши одне з чільних місць серед його професури, був директором педагогічного інституту й проректором Харківського університету.
У 1833 р. йому надали можливість виступити на урочистих зборах з нагоди заснування першого в Східній Україні університету. Розглядаючи елементи розвитку людського суспільства, Т. Степанов високо ставив людину. «Людина як явище — цар землі», — наголошував він. Серед наук особливо похвально відгукувався Т. Степанов про політекономію, систему якої, на його думку, вперше виклали меркантилісти. На зміну меркантилістам прийшли фізіократи, які вихваляли продуктивність сільського господарства. «Нарешті на горизонті політичної економії зійшло справжнє її світило, це система Адама Сміта». Така висока оцінка системи Адама Сміта є переконливим аргументом того, що Т. Степанов був прихильником і послідовником класичної школи в політичній економії, а його погляди розвивалися в руслі тогочасної загальноєвропейської та української традиції. У всякому разі він мав попередників в українській економічній думці. «Праця становить головне джерело багатства» — ось, на думку вченого, наріжний камінь, який поклав Адам Сміт в основу своєї знаменитої системи.
Далі молодий вчений розглянув предмет політичної економії. Економічні ідеї, зазначав він, слід сприймати критично, не можна нехтувати думкою простих людей. Наукові гіпотези нерідко втілюються довго. Т. Степанов відзначав, що «тільки взаємна згода теоретиків і емпіриків може сприяти швидкому та правильному розвитку науки».
У дусі класичної економічної теорії український учений твердив, що «природа, праця і капітал служать першими джерелами багатства». Говорячи про розвиток економічної теорії У різних європейських країнах, про її зв´язок зі статистикою, Т. Степанов уважав, що економічна наука повинна вивчати не тільки загальні, але й часткові закони в промисловості, сільському господарстві, торгівлі. «Під іменем політичної економії розуміють власне науку, що займається відкриттям законів народного господарства». Це загальне визначення політичної економії Т. Степанов намагався удосконалити. «Я, — писав він, — вирішив краще визначити політичну економію наукою, що розкриває закони фізичного життя держав». Учений вважав, що з розвитком власне політекономії її предмет буде розширюватися і конкретизуватися. Він застерігав від ототожнення політекономії з політикою, висловив низку цікавих думок, які можна використати в політології. Одним із вузлових для політичної економії є питання про відношення між багатством і народонаселенням, яке й досі не розв´язане.
У цьому контексті Т. Степанов виступив з критикою поглядів на розвиток народонаселення Т. Малтуса. «Я рішуче відкидаю їх, як думки нерозумні, й вірю в протилежне». Він виходив з того, що:
1) нам невідомі всі придатні для обробітку землі;
2) Англія, в якій з'явився проповідник законів народонаселення Т. Малтус, є маленьким клаптиком землі;
3) не визначена майбутня родючість земельних площ;
4) не доведено безпомилково ні з якими поліпшеннями будуть обробляти землю, ні які продукти споживатимуться.
На думку Т. Степанова, минуть століття і нащадки дивуватимуться, що в наш час були письменники, погляди яких набули такого розголосу і які займалися несправедливим трактуванням сили природи. Він радив залишатися спокійним, бути впевненим у тому, що «багатство до народонаселення і народонаселення до багатства, за законами Вічного, повинні перебувати у досконалій співмірності». Вчений вірив у те, що незалежно від похмурих прогнозів у світі завжди буде баланс між населенням і природними ресурсами, що відповідає законам гармонії.
Другим важливим питанням економічної теорії Т. Степанов уважав проблему розвитку торгівлі, товарно-грошових відносин, збалансованості економічних інтересів. Великого значення вчений надавав освіті та моралі. «Просвіта, — писав він, — це світло моральне. Щоб люди і народи могли успішно досягти мети свого добробуту, потрібно, щоби вони, наскільки можна, більше користувалися цим світлом». Людина наділена розумом і свободою. Того достатньо, щоб рано чи пізно самоутвердити себе, щоб на міцних моральних засадах стати володарем на своїй планеті.
Учений спирався на загальнолюдські морально-етичні засади, надавав людині виняткового значення у господарських процесах. Це є головним для розуміння наукової спадщини Т. Степанова, який у своїй вступній лекції з політичної економії 5 серпня 1835 р. зазначав: «Що це за суспільство, яке роздирає само себе, висмоктує з себе кров, з одного боку, пожирає чужу власність, без заслуг, без гідності, що ніжиться серед достатку, викохане дарами сприятливого випадку, горде, презирливе, самоуправне, беззвітне, з іншого боку, пригнічене безмірною працею, стомлене голодом, виснажене тяжкими бідами?., (після цього наш вік може називатися освіченим, може хвалитися багатством?..) Нехай говорять це ті, яким дається легко щастя цього життя, а саме: політичні спекулянти, що розсіяні по кутках усіх звань, посад, промислів, низький рід підлесників, привілейовані особи, наділені грамотами давнини або нововведень на право користуватися переважаючими вигодами… Але ви, Ш. П., не говорите цього принаймні з того часу, як ви починаєте вивчати науку про суспільне життя, розуміти, як усе мусить бути у суспільстві, щоб тоді порівняти з тим, як усе відбувається насправді».
Наведені слова — це тільки свідчення того, як розумів Т. Степанов потребу вивчення політичної економії. Вони — свідоцтво демократичності та сміливості професора, який у період політичної реакції промовляв словами правди до серця і розуму своїх слухачів. З позицій природного права та економічних законів учений стверджує, що в суспільстві не повинно бути бідності й гноблення. Переважно він посилається на становище західноєвропейських держав, які роздирають соціальні суперечності, розкриває їх колонізаторську політику в інших частинах світу.
Український економіст вболівав за долю простих людей. Він добре розумів, що в своїх апеляціях до справедливості іноді відходив від принципів економічної науки, надавав перевагу моральним цінностям. «Вас може дивує те, чому я, відступивши від політико-економічних досліджень, захопився так сильно почуттям морального жалю? До цього мене змушує, Ш. П., злиденне тяжке становище численного класу так званих робітників». Хоч ззовні ці співчуття вченого адресувалися англійським робітникам, але ці самі жалі були продуктом конкретних українських обставин з притаманними їм кріпосницьким і чиновницьким визиском широких верств населення.
Широко використовуючи досягнення західноєвропейської економічної науки, вчений зізнався: «Не будемо наслідувати їх рабськи». Ці слова актуальні й нині.
Основною політекономічною працею Т. Степанова є його двотомне видання «Записки про політичну економію», перший розділ якого має назву «Головні основи політичної економії», другий — «Ідеї політичної економії». У першому томі автор розкриває питання про створення багатства, його джерела, роль у цьому природи і праці, про продуктивні та непродуктивні класи, цінності, розподіл праці, машини, про капітал і його зростання, взаємовідносини виробництва та споживання. У другому томі розглядаються проблеми розподілу багатства на зарплату, прибуток і ренту, національного доходу, відсотка, кредиту тощо, тобто йдеться про макроекономічні категорії.
Виступаючи з позицій смітіанства, Т. Степанов уважав, що кожний вид праці, діяльності повинен користуватися повною свободою у виробництві. Він захищав свободу праці та підприємництва, виступав проти надмірного оподаткування бідніших верств населення. Вчений був за те, щоб податки накладати на тих, хто отримує прибутки, а не стягати їх подушно, як це робилося в Російській імперії. У «Записках», що були по суті посібником з політичної економії, Т. Степанов критикував Малтуса і його послідовників, обґрунтував своє розуміння економічних категорій і проблем суспільного розвитку.
Особливу увагу економіст звертав на проблему багатства, яке розглядав з позицій класичної економічної теорії. Заперечивши тим економістам, які ототожнювали споживну і мінову вартості, Т. Степанов відзначав, що багатство — це користування речами, їх властивість задовольняти людські потреби, а не їх мінові вартості. Він, як і Адам Сміт, надавав великого значення розподілові праці у створенні багатства, обміні та іншим стадіям відтворення. «Природа, — писав Т. Степанов, — становить власне основу багатства, а фізико-моральна праця в точному значенні — його джерело».
Помер Тихін Степанов 20 травня 1847 р.